# Moon Hee-joon
Moon Hee Jun hay Moon Hee Joon là một ca sĩ, nhạc sĩ Hàn Quốc. Anh là cựu thành viên của nhóm nhạc H.O.T.

## Sự nghiệp

### Các album
| Album # | Album Information                                              | Track listing |
| ------- | -------------------------------------------------------------- | --- |
| 1st     | Alone - Phát hành: 5 tháng 10 năm 2001                         | 1. Electric H.I.T World 2. Muse Over the Sunset 3. Our Story 4. Alone 5. The Loss of Sadness 6. T.N.T 7. Red & White 8. Aria of the Will 9. Persia Black Hole 10. Devil of Angel 11. I Still Believe 12. Unexpected Farewell |
| 2nd     | Messiah - Phát hành: 19 tháng 7 năm 2002                       | 1. My Life is... and My Way 2. I (Human Individual Cloning) 3. 아낌없이 주는 나무 (Generous) 4. 상자 속의 그댄 (Falling in to You) 5. 몇 년이 지나도 (Longing for You) 6. 사랑이란건 (Love Theme1) 7. 아낌없이 주는 나무 (Generous...Ballad Version) 8. 나의 고물 Radio (My Old Radio) 9. MEDIA 10. 눈물이 마른 뒤 (Love Theme2) 11. White Angels 12. 내일이 찾아오면 (New Mix-Down) |
| 3rd     | Live Revolution - Phát hành: 9 tháng 12 năm 2002               | 1. Present: love in my pocket 2. Love in my Pocket |
| 4th     | Legend - Phát hành: 7 tháng 7 năm 2003                         | 1. I Don't Care For Anything But Music 2. 전설 (Legend) 3. 내님 (I'll always wait for you) 4. G. 선상의 아리아 (Silent Conflict) 5. 우린 너무 닮았죠 (To my Parents) 6. 서툰 고백 (Confession) 7. Gin-O-Gi 8. The Rome 9. 웃어요 (Smile) 10. To Be Continued... |
| 5th     | The Best: Soaring for a Dream - Phát hành: 28 tháng 4 năm 2004 | 1. 종이 비행기 (A Soaring for Dream) 2. To Live is to Fight 3. Puppy 4. Virus 5. Alone 6. Red & White 7. 천상의 아리아 (Aria of the Will) 8. Devil Of Angel 9. I (Human Individual Cloning) 10. 아낌없이 주는 나무 (Generous...) 11. My Life Is...And My Way 12. 전설 (Legend) 13. G선상의 아리아 (Silent Conflict) 14. To Be Continued... 15. Drug                                  |
| 6th     | Triple X - Phát hành: 12 tháng 9 năm 2005                      | 1. MayFly 2. Easy 罵 (Intro) 3. Easy 罵 4. [Sure:side] 5. 기억이란 작은 마을 (A Small Village Called Memory) 6. Happy Ending 7. A.D. 2050 8. 잊으려... (*Composed by Miyazaki Hayao, Lyrics & Arranged by MoonHeeJun) 9. 우린... |
| 7th     | Special Album - Phát hành: 19 tháng 3 năm 2008                 | 1. Obsession 2. WISH 3. Soul 4. git it up 5. G선상의 아리아 (Gseonsangui Aria - G Line's Aria) 6. 포켓 속의 그댄 (Poketssogui Geudaen - You In My Pocket) 7. To Live is To Fight 8. 종이 비행기 (Jongi Bihaenggi - Paper Plane) 9. 기억이란 작은 마을 (Gieogiran Jageun Maeul - A Village Called Memory)                                                                             |
| 8th     | Last Cry - Phát hành: 19 tháng 6 năm 2009                      | 1. Because there’s two of me…Because You’re Alone 2. Toy (New Version) 3. Why 4. Toy (Original Version) 5. Because there’s two of me…Because You’re Alone (Instrumental) |

### Ca khúc
- 2004 Winter Letter

## Đời tư

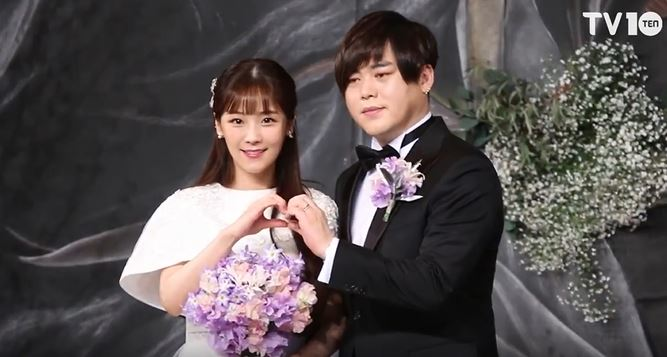
Park và Moon tại buổi họp báo đám cưới

Vào ngày 25 tháng 11 năm 2016, Moon thông báo rằng anh sẽ kết hôn với nghệ sĩ đồng nghiệp, Soyul của Crayon Pop. Đám cưới được tổ chức vào ngày 12 tháng 2 năm 2017 tại Seoul. Cặp đôi chào đón đứa con đầu lòng của họ, một đứa con gái, vào ngày 12 tháng 5.